# イーサフィヤルザルデュープ
座標: 北緯66度10分 西経23度00分 / 北緯66.167度 西経23.000度

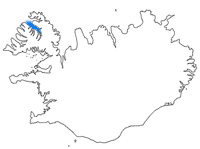
イーサフィヤルザルデュープの位置

Ísafjarðardjúp

イーサフィヤルザルデュープ（アイスランド語: Ísafjarðardjúp, 「氷の峡湾の深み」の意）は、アイスランドの西部フィヨルド地方にある大きなフィヨルドである。
西部フィヨルド地方の中心都市であるイーサフィヨルズルは、イーサフィヤルザルデュープの湾口近くに位置している。